# Zimbabwe Republic Police
La Zimbabwe Repubblic Police è la forza di polizia dello Zimbabwe e parte delle Zimbabwe Defence Forces.
Essa è responsabile di numerosissime violazioni di diritti umani, come ad esempio nelle elezioni del 2008 o nelle proteste popolari causate dalla grave crisi socioeconomica.
Conta, al 1º maggio 2018, circa 45.000 poliziotti.